# The Mask of Dimitrios
La máscara de Dimitrios es una película estadounidense de cine negro dirigida en 1944 por Jean Negulesco sobre un guion de Frank Gruber basado en la novela homónima de Eric Ambler (en Estados Unidos se tituló Ataúd para Dimitrios).
Los protagonistas son Sydney Greenstreet, Zachary Scott (como Dimitrios Makropoulos), Faye Emerson y Peter Lorre. Fue la primera película  de Scott después de firmar un contrato con Warner Bros.

## Argumento
En 1938, el escritor de misterio holandés Cornelius Leyden (Peter Lorre) está de visita en Estambul. Un seguidor de sus novelas, el coronel Haki (Kurt Katch) de la policía turca, involucra al novelista en la historia de Dimitrios Makropoulos (Zachary Scott), cuyo cadáver es encontrado en la playa. Leyden queda fascinado por lo que le cuenta Haki sobre el delincuente muerto.
Leyden busca completar la historia de Dimitrios y viaja por Europa tras el rastro de crímenes de Dimitrios. Su ex-amante, Irana Preveza (Faye Emerson), le relata que estuvo implicado en un intento de magnicidio.
Leyden conoce al señor Peters (Sydney Greenstreet), quien le cuenta que Dimitrios traicionó a sus cómplices en el contrabando de drogas y que el cadáver podría no ser suyo. Peters planea un chantaje y generosamente le ofrece a Leyden una participación, pero al holandés solo le interesa saber la verdad.

## Reparto
- Sydney Greenstreet es Mr. Peters
- Zachary Scott es Dimitrios Makropoulos
- Faye Emerson es Irana Preveza
- Peter Lorre es Cornelius Leyden
- Victor Francen es Wladislaw Grodek
- Steven Geray es Karol Bulic
- Florence Bates es Madame Elise Chavez
- Eduardo Ciannelli es Marukakis
- John Abbott es Mr. Pappas
- Monte Blue es Abdul Dhris

## Producción
La novela fue publicada en 1939 y los derechos fueron adquiridos por Warner Bros. La historia de Dimitrios Makropoulos se inspira en ciertos elementos de la vida del traficante de armas Basil Zaharoff. El intento de magnicidio está basado en un intento contra la vida de Aleksandar Stamboliyski, el primer ministro de Bulgaria.
La película se diferencia de la novela en la relación entre el novelista y Peters, el cual es bastante más cercano que en la novela. En la novela, Peters es fatalmente herido por Dimitrios. En la película, Peters sale herido pero vivo.
Inicialmente el guion fue asignado a I. Bezzerides con Henry Blanke como productor y Nancy Coleman y Helmut Dantine como protagonistas.  A Coleman no le gustó su función y Faye Emerson la reemplazó. Dantine fue asignado a otra película y reemplazado por Zachary Scott, que trabajaba en Broadway.

## Recepción
El crítico cinematográfico del New York Times Bosley Crowther le dio la película una evaluación mediocre en junio de 1944, criticando su excesivo uso de flashbacks. El guion y la dirección fueron calificados de torpemente convencionales.

## Adaptación
La máscara de Dimitrios fue adaptada como teatro radiofónico, siendo emitida durante abril de 1945 con Greenstreet y Lorre repitiendo sus papeles.